# لينديوي نونكيبا سيسيولو
لينديوي نونكيبا سيسيولو(من مواليد 10 مايو 1954) هي سياسية من جنوب أفريقيا، وعضوة في البرلمان منذ عام 1994 ، وتشغل حاليا منصب وزيرة العلاقات الدولية والتعاون منذ فبراير 2018 وعضوة في اللجنة التنفيذية الوطنية للمؤتمر الوطني الأفريقي. عملت كوزيرة للإسكان من 2004 إلى 2009 ،  و وزيرة الدفاع والمحاربين القدامى من 2009 إلى 2012 ،  ووزيرة الخدمة العامة والإدارة السابقة من 2012-2014.

## الحياة السابقة
ولدت سيسولو لقادة المؤتمر الوطني الأفريقي والتر وألبرتينا سيسولو في جوهانسبرج. هي أخت الصحفي زويلاكي سيسولو والسياسي ماكس سيسولو.
من عام 1975 إلى عام 1976 ، اعتُقلت سيسولو بسبب أنشطتها المناهضة للفصل العنصري. خلال فترة نفيها من عام 1977 إلى عام 1979 ، انضمت إلى الجناح العسكري لـ أي ان سي، امخونتو وي سيزوي، المتخصصة في المخابرات.

## التعليم
في عام 1973 ، تخرجت لينديوي سيسولو من كلية واترفورد كامهلابا العالمية المتحدة في جنوب أفريقيا في مبابان، سوازيلاند. في عام 1980 ، حصلت سيسولو على درجة البكالوريوس ودبلوم في التعليم، وفي عام 1981 حصلت على شهادة البكالوريوس في التاريخ من جامعة سوازيلاند. كما حصلت على درجة الماجستير في التاريخ، وفي عام 1989 حصلت على الماجستير من مركز دراسات الجنوب الأفريقي في جامعة يورك.

## الوظيفة السابقة
في منتصف 1980s عملت سيسولو كمحاضر في كلية تدريب المعلمين مانزيني. في عام 1990 أصبحت المساعد الرئيسي لجاكوب زوما في أجهزة الاستخبارات في حزب المؤتمر الوطني الأفريقي.

## المهنة الحكومية
منحت سيسولو في البداية منصبًا في الحكومة كنائبة لوزير الشؤون الداخلية عام 1996 ، وعملت خلال عام 2001. في حين عينت وزيرة الدفاع توني ينجيني في لجنة مراجعة الدفاع.

## حملة الانتخابات الرئاسية
لطالما اعتبرت سيسولو مرشحةً محتملةً للرئاسة، بعد أن نجحت في الترشح في 2007 و 2012 ، وأعلنت حملتها الرئاسية في 21 يوليو في ميدان والتر سيسولو في كليبتاون، حيث تم اعتماد ميثاق الحرية. تبنت سيسولو شعار "إنها ضرورية" حيث دعت أنصارها للانضمام إليها في حملة "يجب القيام بها". عند إعلانها عزمها الترشح للرئاسة، قالت: "" ما يجب أن نفعله هو تطهير حزب المؤتمر الوطني الأفريقي واسترداد قيمه الأصلية ". في 15 ديسمبر 2017 ، انسحبت سيسولو من المسابقة الرئاسية، واختارت بدلاً من ذلك الترشح لمنصب نائب الرئيس. وقد هزمت من قبل ديفيد مابوزا.

## وزيرة العلاقات الخارجية
عندما أعلن الرئيس سيريل رامافوزا أنه سيقوم بتعديل وزارته، تمت إزالة سيسولو من وزارة الإسكان إلى وزارة العلاقات الخارجية، لتحل محل مايتي نكوانا - ماشابان.

## الخلافات
شروع الإسكان الرئيسي في لينديوي سيسيولو يسمى بوابة N2 قد تورط في عدد من الخلافات. وقد رفض جو سلوفو غير الرسمي تسوية بشكل قاطع أن يتم نقله إلى دلفت، كيب تاون لإفساح المجال للسندات الحكومية والمنازل الحرة. بعد احتجاج قام به سكان جو سلوفو، وجهت سيسولو انتقادات كبيرة من الجماعات المدنية لقولها «إذا اختاروا عدم التعاون مع الحكومة، فسيتم إزالتهم تمامًا من جميع قوائم انتظار السكن». تم تبادل سلسلة من الرسائل. بين البروفيسور «سيسولو» و "UWC" ، حصل البروفيسور مارتن ليجاسيك على اهتمام لأن «ليغاسيك» شكك في رفض «سيسولو» مقابلة مباشرة مع سكان «جو سلوفو».
في ديسمبر 2007 ، استضافت بوابة N2 أيضًا أكبر احتلال للمنازل في تاريخ البلاد. كانت النتيجة هي تشريد آلاف العائلات إلى مناطق إعادة التوطين المؤقتة وعلى الرصيف في طريق السيمفونية.
في سبتمبر 2009 ، عينت بول نقوبيني كمستشار قانوني لها. تم الطعن على الفور في هذا التعيين من جهات مختلفة، بما في ذلك اللجنة الدائمة للحسابات العامة التابعة للبرلمان (SCOPA) واللجنة الدائمة للدفاع، لأنه غير مؤهل لممارسة القانون في جنوب أفريقيا وتم فصله عن ممارسة القانون في الولايات المتحدة حيث يواجه اتهامات جنائية بالاحتيال والسرقة والسرقة البسيطة.
أصبحت سيسولو متورطة في جدل في نوفمبر 2012 عندما اتهمها البرلمان بزيادة استخدام الطائرات النفاثة التنفيذية خلال فترة توليها منصب وزير الدفاع والمحاربين القدامى العسكريين. وقد اتهمت بالقيام بـ 203 رحلة مع طائرة شركة طيران غولدستريم التابعة لسلاح الجو الجنوب إفريقي، ولكن بسبب الفشل الإداري، فإن هذا الرقم كان غير صحيح وتم إصدار اعتذار بعد ذلك. كانت في الواقع قد أجرت 35 رحلة فقط.
في أبريل 2013 ، عين مينزي سيميلان كمستشار قانوني لها. في حكم قضائي (في أكتوبر / تشرين الأول 2012) خلص إلى أنه غير صالح لتعيينه كرئيس لسلطة الادعاء الوطني، قال قاضي المحكمة الدستورية زاك جاكوب: "[نحن] نستنتج أن الأدلة كانت متناقضة وعلى وجهها يدل على صدق سيميلان. إنه يثير أسئلة جدية حول ضمير سيملان ونزاهته ومصداقيته.

## الجوائز
1992: زمالة مركز حقوق الإنسان في جنيف.
2004: الجائزة الرئاسية لإيصال الإسكان من قبل معهد الإسكان في جنوب أفريقيا.
2005: جائزة الرابطة الدولية لعلوم الإسكان.

### المنشورات
آر كوهين، أد. (1991). «المرأة في العمل والتحرير النضال في 1980s». مواضيع في القرن العشرين جنوب أفريقيا. مطبعة جامعة أكسفورد.
(1990). «نساء جنوب أفريقيا في القطاع الزراعي» (كتيب) ، جامعة يورك.
«ظروف عمل المرأة في جنوب أفريقيا». تحليل الوضع في جنوب افريقيا. اللجنة الوطنية لحقوق الطفل، اليونسكو. 1992.
تسليم المساكن وميثاق الحرية: منارة الأمل، جدول أعمال جديد. 2005.